# معركة الفيلة
معركة الفيلة صفحة من صفحات يوم أرماث في معركة القادسية

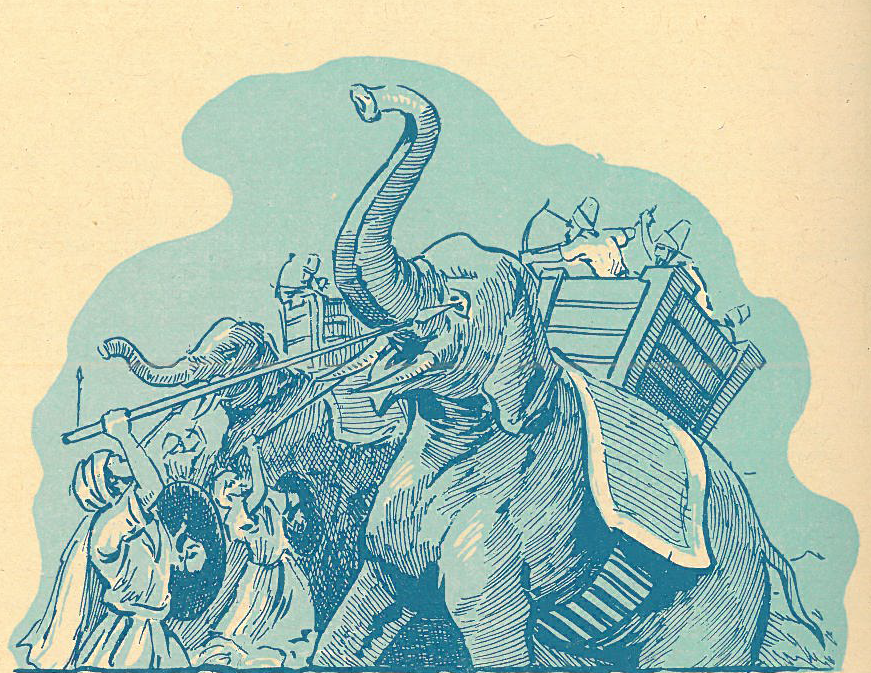
معركة الفيلة (معركة القادسية)

## مقدمة
ان معركة القادسية استمر وطيسها عدة أيام، ولكل يوم صفحات، ومعركة الفيلة هي إحدى صفحات اليوم الأول فيها والذي سمي بيوم أرماث. وقعت هذه المعركة بين المسلمين بقيادة سعد بن أبي وقاص والفرس بقيادة رستم الذي كان مع جيشه عدداً من الفيلة، وذلك سنة 15ه‍/636م، في عهد الخليفة عمر بن الخطاب، الذي جعل سعداً قائداً لجيش الفتح الإسلامي لبلاد فارس.

## المعركة
وملخصها: عندما حانت ساعة المواجهة بين الجيشين، وكان سعد بن أبي وقاص حينها قد اتخذ من سطح قصره كمنظرة يراقب المعركة ويديرها ويصدر الأوامر لقادته منها، وذلك لمرض اصابه في ساقه.
وبينما هو يرصد تحركات الفرس، فجأة ظهرت الفيلة مع جيش الفرس ورآها سعد من أعلى قصره، فعجب من أمرها وقرر في نفس الوقت أن يتصدى لتلك الفيلة ويخرجها من المعركة لكونها كانت تعتبر سلاحاً مهماً لدى الفرس.
فامر سعدا قائد ميسرة القلب وهو عاصم بن عمرو التميمي ان يقطع حبال التوابيت التي على ظهرها، حيث ان كل تابوت كان فيه سائس يقود الفيل ويوجهه. وعلى الفور انتخب عاصم أفضل رماة سهام في فرقة تميم لهذه المهمة.
حيث جعل منهم مجموعتين، مهمة المجموعة الأولى قتل من في تلك التوابيت، والثانية لقطع الحبال التي تثبت التوابيت، وفعلا تسللت المجموعتين لتنفيذ الواجب المناط لكل منهما.ونجحوا في إسقاط توابيت الفيلة الثلاثة والثلاثون التي كانت مع رستم، وقتلوا سُيّاس الفيلة الذين كانوا يقودونها من داخل تلك التوابيت، وانقلب سلاحهم ضدهم، فعندما سقطت التوابيت وقتل من فيها أصبحت الفيلة في هياج حيث رجعت على جيش الفرس وبصورة غير متوقعة مسببة الارتباك في صفوفه. ونجحت الخطة باخراج هذا السلاح القوي والمؤثر وهو سلاح الفيلة، من ميدان القتال الذي أرعب الجنود وافزع خيلهم، لانهم لم يروا مثل ذلك من قبل.